# Matthias-Claudius-Gymnasium Gehrden
Das Matthias-Claudius-Gymnasium ist ein Gymnasium in Gehrden bei Hannover. Die Schule ist nach dem Dichter Matthias Claudius (1740–1815) benannt und befindet sich an der Matthias-Claudius-Straße. Das Gymnasium ist am Gehrdener Berg direkt am Wald gelegen. In der vier- bis sechszügigen Schule werden etwa 1100 Schüler von ca. 90 Lehrern unterrichtet.

## Geschichte
Das Gymnasium wurde 1946 als Stadtrandschule gegründet. Die damals einzige Klasse wurde im Clubraum der Benther Gaststätte „Sieben Trappen“ unterrichtet. 1949 wurde das erste Gebäude, der heutige Mittelbau, an der Waldstraße (heute Matthias-Claudius-Straße) erbaut. Drei Jahre später wurde das Gebäude erweitert und 1956 als staatliches Gymnasium anerkannt. Inzwischen war die Schülerzahl auf 210 Schüler angewachsen, der erste Abiturjahrgang ging 1961 ab. 1959 erhielt die Schule den heutigen Namen. In den Jahren von 1957 bis 1968 wurden verschiedene bauliche Maßnahmen verwirklicht, so z. B. der Bau von vier weiteren Gebäudetrakten sowie eines Sportgeländes mit Turnhalle. 1976 wurde die reformierte Oberstufe eingeführt. Durch den Schulträger wurden eine Schülerbibliothek, moderne naturwissenschaftliche Fachräume und ein Schüleraufenthaltsraum eingerichtet.
1982 stieg die Schülerschaft auf den Höchststand von 1394 Schülern an. Nur fünf Jahre später betrug die Schülerzahl wieder weniger als 1000 Schüler, außerdem wurde in diesem Jahr der Grundstein für einen Schüleraustausch mit einer französischen Schule gelegt. Seit 1991 existiert der Musikzweig, den es bis heute gibt. 1995 wurde die erste Homepage der Schule eingerichtet. Die Computerräume, die 1987 erstmals in Betrieb genommen wurden, sind neu ausgestattet worden. 2004 wurde im Zuge der Wiedereingliederung der fünften und sechsten Jahrgänge der bisher neueste Bau errichtet. Seit 2013 werden alle Gebäudeteile umfassend renoviert.

## Lage und Gebäude

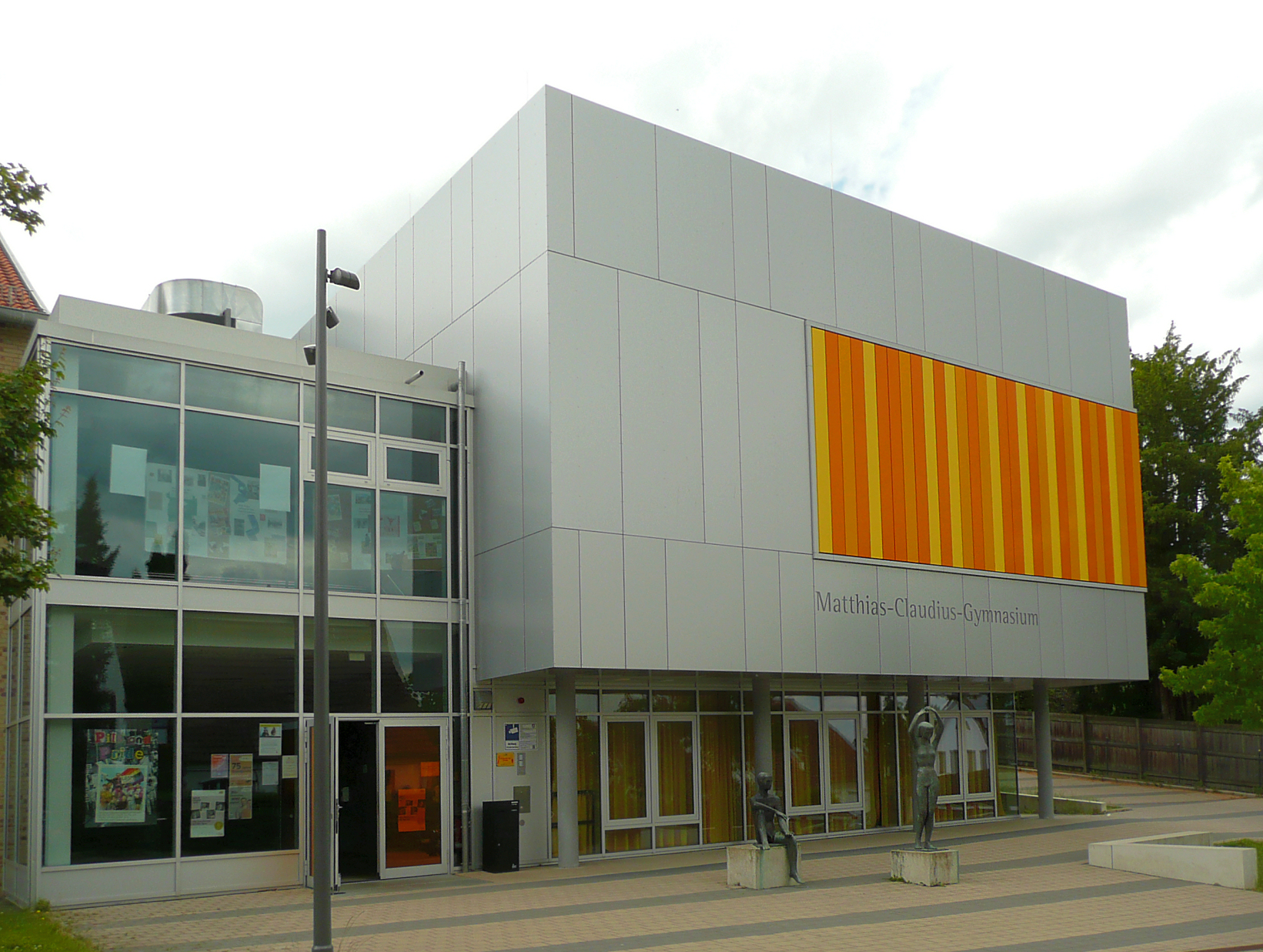
Eingangsbereich und Aula

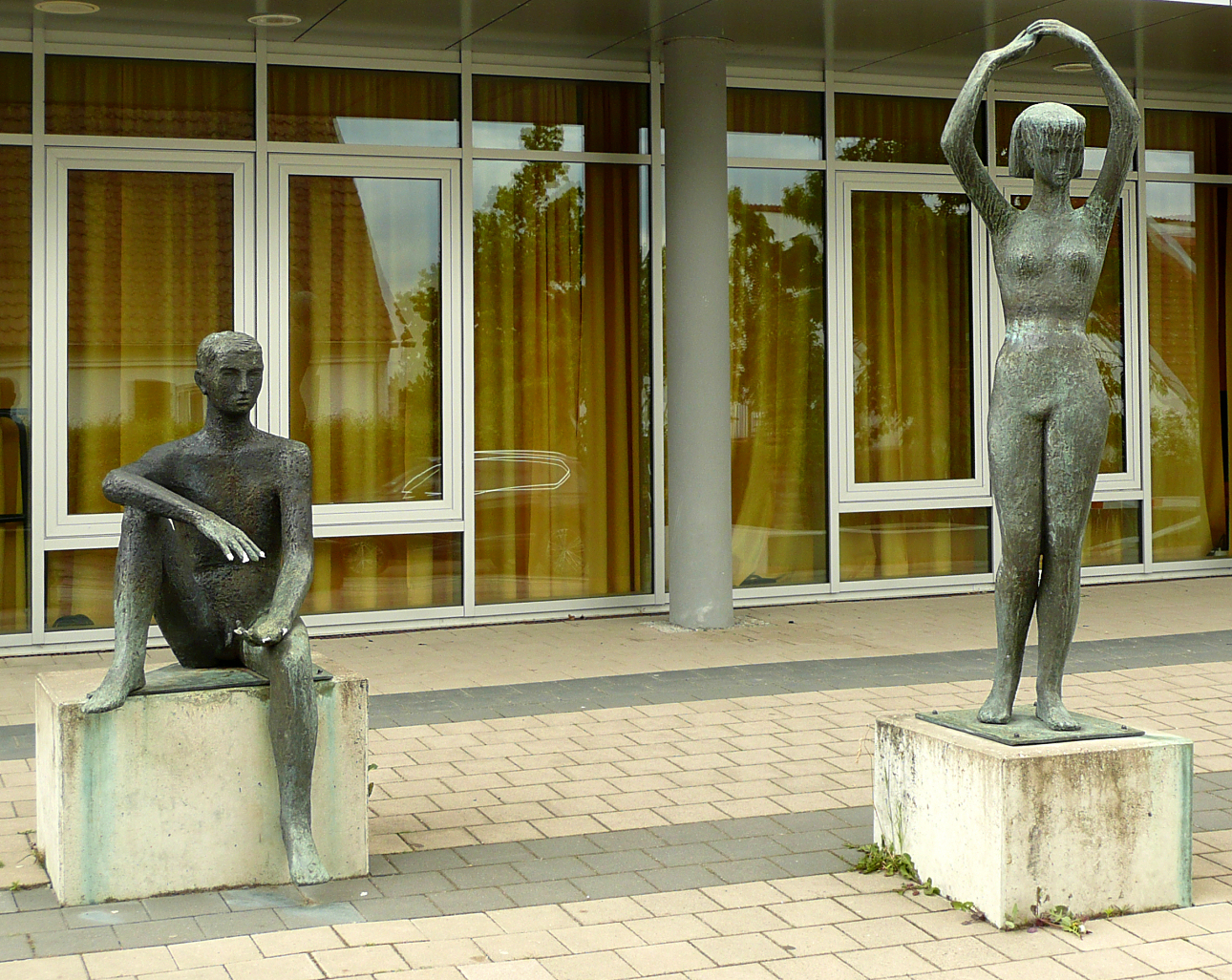
Skulpturen vor der Schule

Durch die Lage am Osthang des 155 Meter hohen Burgbergs, Teil des Höhenzugs Gehrdener Berg, erstrecken sich die Gebäude über diverse Ebenen und Höhenlagen. Die Schule befindet sich in 90–100 m über Normalhöhennull. Viele der Klassenräume haben einen Ausblick auf den Wald und den sich angrenzenden Schulhof. Es gibt mehrere Freiluftklassenzimmer im und am Wald sowie Sitzgelegenheiten.
Zurzeit gibt es einen zentralen Mittelbau mit Aula, Musikräumen, der Hausmeisterloge, einer Schulbibliothek und Verwaltungsräumen. Ausleger dieses Gebäudes, die durch die große Pausenhalle angeschlossen sind, beinhalten Fach- und Klassenräume. Es gibt zwei weitere Gebäude, die nur über den Schulhof erreicht werden können, zum einen den 1957 errichteten (und 2013 renovierten) Südbau, der häufig als Hauptbau der Oberstufe fungiert sowie der 2004 anstatt des „Pavillons“ neu errichtete Westbau. Im Westbau sind die Jahrgänge fünf, sechs und 10 untergebracht und es gibt Räume für nachmittägliche Übungsstunden. In rund 250 m Entfernung befindet sich der zur Schule gehörende Sportplatz mit der Turnhalle.

## Schulleitung
- 1946–1956: Theodora von Loebell (1891–1980)[2][3]
- 1956–1974: Wolfgang Heybey (1909–1999)
- 1974–2002: Roland Neßler (* 1937), 1978–2003 Vorsitzender des Philologenverbandes Niedersachsen, 1989–2001 Landesvorsitzender Niedersachsen im Deutschen Beamtenbund.[4]
- 2002–2008: Sigurd von Boetticher (* 1945)
- 2008–2019: Monika Schulte[5]
- seit Juli 2019: Christian Schmidt

## Pädagogische Besonderheiten
- Seit 1991 gibt es einen Musikzweig für die Jahrgänge 5–9. Ab der 7. Klasse gibt es je nach Schülerzahlen und Resonanz eine mathematisch-naturwissenschaftliche Klasse und ein bilinguales Sprachenprofil.[6]
- Seit längerer Zeit gibt es das Fach Darstellendes Spiel, in dem das Theaterspielen und der Umgang mit Gedichten und Inszenierungen im Mittelpunkt stehen. Das Fach ist ab der Jahrgangsstufe 11 wählbar und steht ab dem Schuljahr 2012/2013 auch für den Jahrgang 12 zur Verfügung.
- Zurzeit (2016) gibt es mehrere Bands, unter anderem die Big Band, das Orchester und die Wind Band. Des Weiteren existiert ein Schulchor für die Jahrgänge 7–12 und ein Chor für Schüler der fünften und sechsten Klassen. Mehrmals im Jahr finden Konzerte und Aufführungen statt. Auch gibt es Kooperationen mit Theatergruppen anderer Schulen.
- Jährlich werden zwei Austauschprogramme nach Frankreich für die Stufen acht, neun und zehn angeboten.
- Die Schüler der Schule erzielen bei bundesweiten Wettbewerben regelmäßig gute Leistungen.[7]
- Seit 2004 erhält die Schule regelmäßig die Auszeichnung Gütesiegel „Berufswahl- und ausbildungsfreundliche Schule“.[8]
- Seit 2022 gehört die Schule dem Netzwerk Schule ohne Rassismus – Schule mit Courage an.[9]

## Vorfälle
2025 wurde das Theaterensemble der Schule vom Festival „Jugend spielt für Jugend“ am Schauspiel Hannover ausgeschlossen. Als Grund wurden wiederholte rassistische und behindertenfeindliche Äußerungen von einzelnen Schülern gegenüber Mitgliedern anderer Theatergruppen genannt. Der Ausschluss sei ein  einmaliger Vorfall bei dem Festival gewesen, dass seit 1978 stattfindet. Der Vorfall wurde schulintern aufgearbeitet.

## Bekannte ehemalige Schüler
- Marc Bator (* 1972), Nachrichtensprecher
- Arnim Bechmann (1943–2014), Professor für Landschaftsökonomie
- Georg Blume (* 1963), Journalist und Auslandskorrespondent
- Alix Faßmann (* 1983), Journalistin und Autorin
- Bruno Fritzsche, (* 1986), Filmproduzent
- Ulli Kulke (* 1952), Journalist und Buchautor
- Dieter Mahlert (1945–2019), Pädagoge und Politiker
- Max Matthiesen (* 1955), Mitglied des Niedersächsischen Landtages
- Christoph Meineke (* 1979), Kommunalpolitiker
- Rainer Müller-Brandes (* 1968), Theologe
- Gordon Repinski (* 1977), Journalist
- Maria Schrader (* 1965), Schauspielerin und Regisseurin
- David Schwake (* 1970), Diplomat
- Uta Seewald-Heeg (* 1962), Computerlinguistikerin
- Arne-Torben Voigts (* 1981), Fernsehmoderator
- Klaus Wöller (1956–2024), Handballspieler